# Dournazac
Dournazac é uma comuna francesa na região administrativa da Nova Aquitânia, no departamento de Alto Vienne. Estende-se por uma área de 35,97 km². Em 2010 a comuna tinha 673 habitantes (densidade: 18,7 hab./km²).